# 物质状态

不同物質狀態的相互關係。

物質狀態（state of matter）常称物态，是指一種物質出現不同的相。早期來說，物質狀態是以它的體積性質來分辨。在固態時，物質擁有固定的形狀和容量；而在液態時，物質維持固定的容量但形狀會隨容器的形狀而改變；氣態時，物質不論有沒有容量都會膨脹以進行擴散。近期，科學家以分子之間的相互關係作分類。固態是指因分子之間因為相互的吸力因而只會在固定位置震動。而在液體的時候，分子之間距離仍然比較近，分子之間仍有一定的吸引力，因此只能在有限的範圍中活動。至於在氣態，分子之間的距離較遠，因此分子之間的吸引力並不顯著，所以分子可以隨意活動。電漿態，是在高溫之下出現的高度離化氣體。而由於相互之間的吸力是離子力，因而出現與氣體不同的性質，所以電漿態被認為是第四種物質狀態。假如有一種物質狀態不是由分子組成而是由不同力所組成，我們會考慮成一種新的物質狀態。例如：費米凝聚和夸克-膠子漿。

用相圖表達的物質狀態。

物質狀態亦可用相的轉變來表達。相的轉變可以是結構上的轉變又或者是出現一些獨特的性質。根據這個定義，每一種相都可以其他的相中透過相的轉變分離出來。例如水數種固體的相。超導電性便是由相的轉變引伸出來，因此便有超導電性的狀態。同樣，液晶體狀態和鐵磁性狀態都是用相的轉變所劃分出來並同時擁有不一樣的性質。

## 三大基本物質狀態
三大基本物質指在常壓常溫下，自然物質所常見的狀態。另「牛頓流體」與「非牛頓流體」指的是流體力學中的概念與特性，並非物質狀態。

### 固態

分子在固體時的排列情況

粒子（包括離子、原子或者分子）都是緊密排列。粒子之間有很強的吸力，所以只能在原位震動。因而令固體擁有穩定、固定形狀和固定容量的特性，只有因施力而切斷或打碎時才可改變它的形狀。在晶體固體中，粒子（包括原子、分子、和離子）都是以三維空間的結構排列，而同一種物質可以排列成不同形式晶體結構。例如鐵在攝氏912度下是面心立方，攝氏912至1394度之間便是體心立方。又例如冰，世上已知有關冰的晶體結構有15種，這15種的固體物質狀態分別存在於不同的溫度和壓力之下。在物質狀態的轉變過程中，固體會透過熔化變成液體，相反液體會凝固成固體。如果由固體直接轉變為氣體，例如在大氣壓力下的二氧化碳，我們稱之為昇華，反之則是凝華。

分子在液體時的排列情況

### 液態
在溫度和氣壓是常數的情況下，液體的容量是固定的。當固體加熱到熔點之上時，便會成為液體。內分子（內原子或者內離子）之間的力仍然不可忽略，但分子有足夠的能量，因而可以有相對運動，結構亦是流動的。液體的形狀是不定的，由容器的大小來決定。一般情況下液體的容量會比它在固體時要大，水（H2O）是一個反例，因為水從0-4攝氏下密度上升並達到頂點，參看水分子。而物質以液體存在的最高溫度和最高壓力分別名為臨界溫度和臨界壓力。

### 氣態

分子在氣體時的排列情況

在氣態中，分子擁有足夠多的動能，因而內分子力的影響相對減少（對於理想氣體會是0），分子之間的距離亦較遠。氣體並沒有限定的形狀和容量，但是它會佔據整個密封的容器。液體可以透過在常壓下加熱到沸點或者在常溫下减壓而轉變成氣體。當氣體溫度低過臨界溫度時，這種氣體稱為蒸氣，可以單單透過加壓而變成液體。如果氣體的壓力等同液體的蒸氣壓，兩者便可達致平衡，興固體亦然。當一種氣體的溫度和氣壓分別超越自身的臨界壓力及臨界溫度時便成為超臨界流體（SCF）。它擁有氣體的特性，同時是一種高密度的溶劑，因而在工業中有不少用途。例如超臨界二氧化碳可用透過超流體抽取法去抽取咖啡因，從而製造出脫咖啡因的咖啡。

## 其他常溫狀態

石英玻璃（SiO_{2}）的無定形體結構。

微觀下的磁性序列（每個粒子的磁矩）。

### 液晶體
液晶擁有液體的流動性和固體有序排列的特徵。例如，向列型液晶相是由長形的柱狀分子（例如4,4'─二甲氧基氧化偶氮苯）組成，在攝氏118-136度是屬於向列型形態。在這個狀態下的分子擁有液體的流動性，但它們（在一定範圍內）只可以指向同一個方向，而且不能夠自由扭動。部分的液晶在科技上有很大的用途，例如液晶顯示器。其他種類的液晶詳見主條目。

### 無定形體
無定形體（又名非晶狀體）擁有像液體一樣的不規則結構，但由於分子間的運動相對不自由，因此通常納入固體的類別。常見例子有玻璃、聚苯乙烯、合成橡膠或其他聚合物。很多無定形體當加熱至玻璃轉化溫度時便會軟化成液體。此時，分子是自由流動的。（見右圖）無定形體不存在長距離的整齊排列，但是在有限範圍內，氧原子（O）以正四面體的排列包圍硅（Si）原子。
部分液體屬於非牛頓流體，黏度的大小受作用力和剪應力所影響。因此在某一個流動情況之下便變成無定形體。一個簡單的示範是用玉米粉（在室溫）的水下進行混懸，在靜止的時候為液體狀態，而受力時便好像固態的情況。這種性質稱為剪應膨脹。相反的情況名為剪應收縮，水彩便有這種特性。

### 磁序狀態
在過渡金屬的原子，因為有電子單獨存在於原子軌域而且沒有組成鍵，所以在淨自旋不是0的情況下擁有淨磁矩。有一部分固體，不同原子的磁矩都是有規則地排列，因此可以製造成亞鐵磁體、磁鐵和反鐵磁體。
- 鐵是其中一種可作為鐵磁性物質。每一粒原子會因為排列的形式而令到（在同一個磁疇之內）磁矩的方向一致。如果連疇的排列都是整齊有序，它便是一個永久磁鐵，縱使在無外來磁場之下仍擁有鐵磁性。但當這些加熱至居里點以上時，磁化向量便會消失，失去了鐵磁性，而鐵的居里點是攝氏768度。

反鐵磁性物質的有序排列

- 在反鐵磁性物質的結構中，相鄰列中的磁距是方向相反而且數值相同，因此淨磁化向量等於零。例如一氧化鎳（NiO），其中一半的鎳原子的磁距排列因與另一半相反而抵消。

亞鐵磁性物質的有序排列

- 在亞鐵磁性物質的結構中，相鄰列中的磁距是方向相反但數值不同，因此不能完全抵消並擁有淨磁化向量。例子如磁鐵礦（Fe3O4）中含有Fe2+和Fe3+的離子，而它們的磁矩並不一樣，是亞磁鐵的一種。

## 低溫狀態

### 超導體
因為超導體擁有零電阻的物質，所以可以有完美的導電性。當它處在外加磁場中，會對磁場產生微弱的排斥力，這種現象稱為邁斯納效應或者完美的抗磁性。超導磁鐵在核磁共振成像機中用作電磁鐵。超導現象是在1911年發現，在往後的時間只知部分金屬和合金在絕對溫標30度之下擁有這種特性。直到1986年，在一些陶瓷的氧化物中發現一種名為高溫超導電性的特質，而這種物態出現的溫度已提高到絕對溫度164度。

### 超流體
當接近絕對零度時，部分液體會轉變成另一種名為超流體的液體狀態，它的特點是黏度值是零（有無限的流動性）。科學家在1937年發現，將氦冷卻到低於lambda溫度（2.17K）便形成超流體。此時，氦氣可以在容器中不斷流動，並可對抗地心吸力。（見右圖）:氦-4為了找尋自己的定位會在容器上緩慢地流動，在短時間之後，兩個容器的水平將會是一致。而大容器的內壁將會被Rollin膜所覆蓋，如果容器不是密封的，液體便會流出來。超流體擁有無限大的熱傳導率，所以在超流體中不能形成溫度梯度。這些特性可以用氦-4在超流體狀態中轉變成玻色-愛因斯坦凝聚態（見下段）來解釋。最近，費米凝聚態的超流體可以由氦的同位素氦-3或者鋰的同位素鋰-6在更低溫的狀態下轉變而成。

### 玻色-愛因斯坦凝聚態
它是由阿爾伯特·愛因斯坦和薩特延德拉·納特·玻色在1924年預測出來，亦被稱為第五種物質狀態。多年來，玻色-愛因斯坦凝聚態在氣體狀態下都是一個理論上的預測而已。最後，由沃爾夫岡·克特勒、埃里克·康奈爾及卡爾·威曼所領導的團隊，在1995年首先透過實驗製造出玻色-愛因斯坦凝聚。玻色-愛因斯坦凝聚態比固態時溫度更低。當原子有非常接近或者一致的量子等級和溫度非常接近絕對零度 0 K（−273.15 °C；−459.67 °F）時便會出現玻色-愛因斯坦凝聚態。

### 里德伯分子
里德伯態屬於強力的非理想電漿的其中一種介穩定狀態。當電子處於很高的激發態後冷凝而形成。當到達某個溫度時，這些原子會變成離子和電子。在2009年4月的科學雜誌《自然》中報導，斯圖加特大學的研究員成功由一粒里德伯原子和一粒基態原子中創造出里德伯分子（實驗中利用極冷的铷原子。），並由此證實了科羅拉多大學- 博爾德校區的物理學家克里斯格林（Chris Greene）的假設，他認為這一種物質狀態是真正存在的。.

## 高能狀態

### 等離子體
當溫度達到數千度攝氏時便會形成電漿（離化氣體）。有些電漿是透過帶電荷的空氣粒子所做成，可以在一些恆星例如太陽中找到或雷電時產生。當加熱氣體時，電子會因為擁有足夠的動能而成功擺脫原子核的吸力，成為自由電子，不受原子或分子的包圍。離子是化學物種的一種，成因是質子的數目與電子不同而帶有電荷。自由電荷令到電漿有導電性，而令到它對磁場有強烈反應。在極高溫的情況之下，例如在恆星中，我們基本上假設電子是自由運動的，而極高能量的電漿像是一個空的原子核在電子海之中。電漿相是宇宙中最常見的物質狀態。電漿可以考慮為被高度離化的粒子，但因為粒子之間有好強的離子吸力而擁有截然不同的特性。因此被認為是一不同的相或者物質形態。

### 夸克-膠子漿
夸克–胶子浆由歐洲核子研究組織（簡稱CERN）在2000年發現。因為質子和中子都是由夸克構成，而夸克能透過這種物質狀態中釋放出來，並能獨立觀察。科學家可以透過這種物質狀態下觀察夸克的特性，是從理論到實踐的一大飛躍。參見奇異夸克團。

## 其他物質狀態

### 簡併態物質
在極高壓的環境下，常溫物質會轉變成一連串奇怪的物質狀態，統稱簡併態物質。這引起了天體物理學家的興趣。因為他們相信在恆星中，當核聚變的"燃料"用盡時會出現這種情況，例如白矮星和中子星。

### 超固體
超固體可以在指定的空間下有秩序排列（即是固體或者晶體），但卻擁有例如超流體等多種非固體特性，因而被納入新的物質狀態。

### 弦狀網液態
在正常的固體狀態下，物質中的原子應以網狀排列，因此對於任何一粒電子，它相鄰的電子的自旋方向應與它自身相反。但在弦狀網液態下，原子會以某種形式排列從而令到部分相鄰電子的自旋方向與它的方向相同，因而出現一些獨特的性質。有趣的是，這些特質對解釋在基礎情況下的宇宙中一些奇異現象有幫助。

### 超玻璃
超玻璃同時擁有超流體和冷凍晶體結構的特性，是一種新研發的物質狀態。

## 另見
- 凝聚體物理學
- 冷卻曲線
- 相 (物質)
- 過冷
- 過熱

## 外部連結
- （英文）2005-06-22, MIT新聞：MIT物理學家創造出一種新的物質形態 （页面存档备份，存于）Citat: "...他們成為首位創造這種物質狀態的人，一種可以在高溫擁有超流體特性的氣體原子。"
- （英文）2003-10-10,每日科學：:玻色子在金屬的相引伸出新的物質狀態 （页面存档备份，存于）
- （英文）2004-01-15,每日科學：:可能發現了一種新的相態，名為超固體 （页面存档备份，存于）Citat: "...我們最近首次發現一種固體物質擁有超流體特性...但基於所有的粒子都擁有相同的量子形態，因此它在固體狀態仍可以持續流動..."
- （英文）2004-01-29,每日科學：美國國家標準技術研究院（簡稱NIST）/科羅拉多大學波爾得分校的科學家創造了一種新的相態：費米凝聚態 （页面存档备份，存于）
- 物質狀態的短片：固體，液體和氣體。由Prof. J M Murrell所著，薩塞克斯大學 （页面存档备份，存于）
- （英文）超玻璃可能是一種新的物質狀態 （页面存档备份，存于）